# David D. Newsom
David Dunlop Newsom (Richmond, 6 de janeiro de 1918 — 30 de março de 2008, Charlottesville) foi um diplomata. Ele serviu como embaixador dos Estados Unidos para a África do Sul desde 1965, o secretário-assistente dos Estados Unidos de Estado para os Assuntos Africanos em 1969.
Newsom também foi o autor de seis livros, contribuindo mais de 400 colunas 1981-2005.